# Citrat (Si)-sintaza
Citrat (Si)-sintaza (EC 2.3.3.1, (R)-limunska sintaza, citrat kondenzujući enzim, citrat oksaloacetatna lijaza ((pro-3S)-CH2COO-->acetil-KoA), citrat oksaloacetatna lijaza, KoA-acetilacija, citratna sintaza, citratna sintetaza, citrik sintaza, citratni kondenzujući enzim, citrogenaza, kondenzujući enzim, oksaloacetatna transacetaza, oksalacetinska transacetaza) je enzim sa sistematskim imenom acetil-KoA:oksaloacetat C-acetiltransferaza (tioestarska hidroliza, formirane (pro-S)-karboksimetila). Ovaj enzim katalizuje sledeću hemijsku reakciju
acetil-KoA + H2O + oksaloacetat {\displaystyle \rightleftharpoons } citrat + KoA
Stereospecifičnost ovog enzima je suprotna enzimu EC 2.3.3.3, citrat (Re)-sintazi, koji je nađen kod nekoliko anaerobih vrsta.

## Spoljašnje veze
- Citrate+(Si)-synthase на 